# مصطفى دوراك
مصطفى دوراك (13 أغسطس 1988 بستراسبورغ في فرنسا - ) هو لاعب كرة قدم تركي وفرنسي في مركز الهجوم. لعب مع غازي عنتاب سبور ونادي نيور وGap HAFC ‏ ونادي فيرتون.

## وصلات خارجية
- مصطفى دوراك على موقع اتحاد تركيا (لاعب) (الإنجليزية)
- مصطفى دوراك على موقع قاعدة بيانات كرة القدم.إي يو (الإنجليزية)
- مصطفى دوراك على موقع Soccerway.com (الإنجليزية)
- مصطفى دوراك على موقع عالم كرة القدم.نت (الإنجليزية)